# Statalizzazione delle ferrovie italiane
(Valter Guadagno)
La statalizzazione delle ferrovie è un periodo della storia d'Italia circoscritto dalla storiografia tra il 1903 e il 1915. Il periodo fu caratterizzato dal dibattito sull'opportunità o meno di rinnovare le concessioni ferroviarie di cui alla legge 27 aprile 1885 n. 3048 e, in conseguenza del suo esito e di altri avvenimenti, dall'istituzione dell'amministrazione autonoma delle Ferrovie dello Stato e dai primi anni di attività del nuovo ente.

## Storia

### Il percorso legislativo
Nel 1905 sarebbero scadute le convenzioni per l'esercizio delle ferrovie stipulate nel 1885 in favore della Società Italiana per le Strade Ferrate Meridionali (Rete Adriatica), della Società per le Strade Ferrate del Mediterraneo (Rete Mediterranea) e della Società per le strade ferrate della Sicilia (Rete Sicula).
Negli anni fra il 1885 ed il 1896 si era già evidenziata una crisi economica del settore ferroviario e lo Stato era dovuto intervenire. Perciò nel 1899 fu nominata una commissione ministeriale d'indagine. In particolare, la commissione doveva accertare le condizioni di lavoro dei ferrovieri, dai quali provenivano le critiche più forti. I lavori della commissione terminarono nel 1902 e la conclusione a cui giungevano era favorevole al rinnovo delle concessioni in essere. Il governo Zanardelli allora in carica concordava con l'idea di confermare le concessioni agli imprenditori privati.
Tuttavia, nello stesso 1902 i ferrovieri, riuniti in un potente sindacato dal 1900, la "Federazione nazionale dei ferrovieri", organizzarono imponenti scioperi per ottenere degli aumenti salariali; e per far cessare le manifestazioni dovette intervenire lo Stato con la legge 7 luglio 1902, con cui erogava un contributo finanziario per permettere tali aumenti retributivi. Era inoltre evidente che il sistema ferroviario italiano era decisamente inadeguato. Quando, poi, il governo Zanardelli intavolò delle trattative con le concessionarie private per il rinnovo delle convenzioni, queste non approdarono a nulla, in quanto le società chiedevano che lo Stato si accollasse i loro debiti pregressi, effettuasse a proprie spese il rinnovo del materiale e assumesse a proprio carico gli aumenti ai ferrovieri. In questa situazione la discussione sullo Stato delle ferrovie e sul destino delle concessioni ai privati dovette essere ripresa.
Quando nel 1903 tornò al governo Giovanni Giolitti, decise che era necessaria la nazionalizzazione delle ferrovie. Le ragioni erano molte. Innanzitutto era ormai accertato che le tre concessionarie non erano interessate ad investire nel settore: benché la loro attività si svolgesse in condizioni economicamente vantaggiose, non pagavano adeguatamente il personale, non effettuavano la manutenzione e non avevano alcun interesse ad introdurre miglioramenti tecnici. Inoltre, gli industriali metalmeccanici si lamentavano del fatto che le concessionarie, essendo controllate dai Rothschild di Francia e d'Austria, nonché dal Crédit Mobilier, acquistassero il materiale all'estero, danneggiando l'economia nazionale. Infine nelle intenzioni di Giolitti la nazionalizzazione delle ferrovie comportava anche il divieto del diritto di sciopero per i ferrovieri.
Nel 1904 divenne primo ministro Alessandro Fortis, seguace di Giolitti, il quale presentò un disegno di legge che seguiva le indicazioni dello statista di Dronero. Solo sul punto del diritto di sciopero se ne era discostato, in quanto si era deciso di considerare i ferrovieri dipendenti pubblici e perciò le conseguenze sanzionatorie di uno sciopero sarebbero state più miti.
Il disegno di legge fu approvato e divenne la legge 22 aprile 1905, n. 137 (chiamata legge Fortis ed entrata in vigore il 1º luglio 1905). Insieme alle sue successive integrazioni, fra cui la legge 7 luglio 1907 n. 429, diede vita all'assetto giuridico e organizzativo delle Ferrovie dello Stato.
Esso fu mantenuto - nelle linee fondamentali - fino al 1985, e il primo decennio di esercizio della nuova azienda statale, la gestione di Riccardo Bianchi.

### La direzione di Riccardo Bianchi

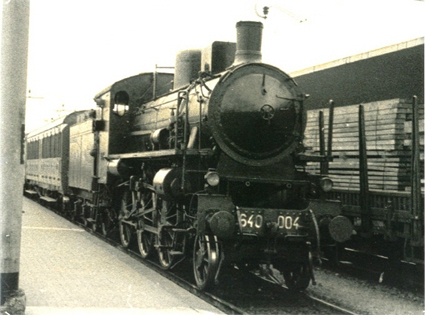
Una locomotiva gruppo 640

Direttore generale dell'azienda F.S. venne designato l'ingegnere piemontese Riccardo Bianchi, che era stato già direttore generale della Rete Sicula. Questi univa alle qualità di tecnico di grande valore anche grande capacità amministrativa. Bianchi fu coadiuvato, fino al 1907, da un Comitato di amministrazione e poi da un Consiglio di amministrazione, presieduto dal Ministro dei lavori pubblici.
L'organizzazione della nuova rete si presentò molto gravosa. Le condizioni degli impianti fissi e del materiale rotabile ereditati dalle cessate società erano pessime; si rendeva necessario coordinare i regolamenti di esercizio ed unificarli, elaborare il nuovo inquadramento funzionale e disciplinare per il personale che proveniva da società differenti e con differenti regolamenti.
Fu creata una direzione generale, con 13 servizi centrali e 2 ispettorati generali, con sede in Roma; alla periferia vennero istituite 8 direzioni compartimentali.
Il problema più urgente era quello del materiale di trazione e rimorchiato. All'atto della creazione delle FS, il parco locomotive a vapore era costituito di 2.664 unità, 738 delle quali con più di 30 anni di vita; le carrozze — a 2 o 3 assi — erano 6.985, anch'esse vecchie di più di 30 anni; i carri merci ammontavano a 52.778, un quinto dei quali con 40 o più anni di vita. Il primo provvedimento preso per fronteggiare la situazione fu, fra il 1905 ed il 1906, l'ordinativo per la costruzione di 567 locomotive, di 1.244 carrozze e 20.623 carri. Per tamponare l'emergenza vennero acquisite 50 locomotive a vapore inglesi usate di concezione antiquata ma robuste ed affidabili che costituirono poi il gruppo 380 FS.
Vennero incoraggiati gli studi sulla elettrificazione, già esistente sulle linee varesine e su quelle valtellinesi.
Sotto la guida dell'ingegnere Bianchi le F.S. si misero rapidamente in grado di rispondere alle maggiori esigenze pubbliche.
Fra le altre iniziative prese, l'attivazione sulle principali linee del segnalamento semaforico (e graduale soppressione dei "dischi girevoli"), l'impianto delle prime cabine di Apparati Centrali Idrodinamici di manovra degli scambi e dei segnali (in sostituzione dei più antichi apparati centrali Saxby), dovuti all'ingegnere Bianchi, la creazione o l'ammodernamento di grandi stazioni per viaggiatori e per merci, costruzione di nuovo e più moderno materiale rotabile (fra cui le prime carrozze a carrelli).
La direzione Bianchi durò 10 anni ma poco dopo la sostituzione con l'ingegnere De Cornè, le F.S. furono coinvolte nella prima guerra mondiale (24 maggio 1915 - 4 novembre 1918). Uscite seriamente danneggiate nelle aree coinvolte dalle azioni belliche, le Ferrovie dovettero riorganizzarsi per assolvere i propri compiti, aumentati nelle dimensioni tecniche e commerciali, anche per effetto dell'acquisizione di nuove linee (ex austriache), diversamente attrezzate, e di personale con differenti regolamentazioni. L'avvento del fascismo produsse importanti cambiamenti.

## La rete ferroviaria statale
La rete ferroviaria di cui lo Stato assunse la gestione comprendeva linee già della Rete Mediterranea (Compartimento Nord: 3055 km e Compartimento Sud: 3257 km), della Rete Adriatica (Compartimento Est: 3759 km) e della Rete Sicula (tutta per complessivi 1122 km), mentre restarono in comune con la Rete Adriatica alcune linee (il suo Compartimento Ovest fu riscattato nel 1906), per complessivi 11193 km.
Il personale trasferito alla nuova azienda ammontava a 75871 unità in pianta stabile (44367 provenivano dalla Rete Mediterranea, 25952 dalla Rete Adriatica, 5124 dalla Rete Sicula e 428 dall'Ispettorato generale delle strade ferrate e dal Ministero dei lavori pubblici) e circa 21601 unità con contratti a tempo determinato ("avventizi").

### Fonti a stampa
- Atti della Reale Commissione per lo studio di proposte intorno all'ordinamento delle strade ferrate, Roma, Tipografia della Camera dei Deputati, 1898-1906, 14 volumi e 6 di appendice
- Atti della Commissione parlamentare per l'esame dell'ordinamento e del funzionamento delle Ferrovie dello Stato istituita dalla legge 23 luglio 1914, n. 742, Roma, Tipografia nazionale di Giovanni Bertero, 1917.

### Storiografia e complementi
- 1905-1955. Il Cinquantenario delle Ferrovie dello Stato, Albignasego, Duegi Editrice-Roma, Collegio Ingegneri Ferroviari Italiani, 2002, ISBN 88-900979-0-6.
- 1905. La nascita delle Ferrovie dello Stato, a cura di Valerio Castronovo, con saggi di Adriana Castagnoli, Andrea Giuntini e Sara Piccolo, e con una documentazione di Maria Rosaria Ostuni, Milano, Leonardo International, 2005, ISBN 88-88828-37-0.
- Evoluzione tecnica ed economica delle ferrovie nei cento anni dell'Unità d'Italia 1861-1961, in Ingegneria Ferroviaria, 16 (1961), n. 7-8, pp. I-XII, 583-788, ISSN 0020-0956 (WC · ACNP).
- La gestione di Stato delle ferrovie italiane (1905-1955). Monografie, presentazione di Giovanni Di Raimondo, realizzazione della Sezione Documentazione del Servizio Personale ed Affari generali curata da Raffaele Meliarca, Renato Proia e Carlo Chini, Roma, Ferrovie dello Stato, 1956.
- Italo Briano, Storia delle ferrovie in Italia, Milano, Cavallotti, 1977.
- Roberto Buratta, La privatizzazione delle FS tra vicende storiche e prospettive attuali. Parte I. Il fallimento dell'esperienza privatistica ottocentesca e il dibattito sulla statizzazione, in Ingegneria Ferroviaria, 52 (1997), n. 10, pp. 693-704, ISSN 0020-0956 (WC · ACNP).
- Roberto Buratta, La privatizzazione delle FS tra vicende storiche e prospettive attuali. Parte II. L'ottantennio della gestione di Stato e la recente stagione delle riforme: le Ferrovie italiane al traguardo dell'integrazione europea, in Ingegneria Ferroviaria, 52 (1997), n. 11, pp. 766-778, ISSN 0020-0956 (WC · ACNP).
- Giovanni Coletti, Storia di una riforma: l'Ente Ferrovie dello Stato, Roma, Collegio amministrativo ferroviario italiano, 1985.
- Marcello Cruciani e Roberto Zannotti, Pubblico e privato nella storia delle ferrovie, in I Treni, 23 (2002), n. 233, pp. 12-19.
- Andrea Curami e Paolo Ferrari, I trasporti del Regno. Iniziativa privata e intervento statale in Italia 1861-1946, Brescia, Fondazione Negri, 2007, ISBN 88-89108-10-X.
- Valter Guadagno, Ferrovie ed economia nell'Ottocento postunitario, Roma, Collegio amministrativo ferroviario italiano, 1996.
- Valter Guadagno, Le ferrovie in età giolittiana: politica, società, economia, Roma, Collegio amministrativo ferroviario italiano, 2003.
- Valter Guadagno, Approfondimento della funzionalità delle ferrovie italiane. Il periodo 1905-1924, in Ingegneria Ferroviaria, 60 (2005), n. 1, pp. 25-33, ISSN 0020-0956 (WC · ACNP).
- Valter Guadagno, Cento anni di storia ferroviaria: i dirigenti, l'azienda, il paese (1905-2005), Roma, Assidifer Federmanager, 2006.
- Livio Jannattoni, Il treno in Italia, Roma, Editalia, 1975.
- Gian Carlo Loraschi, L'impresa pubblica. Il caso delle Ferrovie dello Stato, Milano, Giuffrè, 1984, ISBN 88-14-00060-3.
- Stefano Maggi, Storia dei trasporti in Italia, Bologna, Il Mulino, 2005, ISBN 88-15-10551-4.
- Piero Muscolino e Francesco Ogliari, 1839-1989. Centocinquanta anni di trasporti in Italia. Edizione speciale per le Ferrovie dello Stato, Milano, SOCIMI Editrice, 1989.
- Maurizio Panconesi, Ferrovie dello Stato. Il primo anno d'esercizio FS 1905-1906. Il nuovo materiale rotabile, Cento, La vaporiera, 2005.
- Antonio Papa, Classe politica ed intervento pubblico nell'età giolittiana. La nazionalizzazione delle ferrovie, Napoli, Guida, 1973.
- Giuseppe Pavone, Riccardo Bianchi. Una vita per le ferrovie italiane, Roma, Collegio Ingegneri Ferroviari Italiani, 2005.
- Claudio Pedrazzini Il primo decennio della gestione statale delle ferrovie italiane, Cremona, Lucio Campedelli Editore, 2002.
- Gianni Robert, Le ferrovie nel mondo, Milano, Vallardi, 1964.
- Gennaro Trotta, La composizione del traffico sulla rete ferroviaria italiana nei 50 anni di gestione statale, in Ingegneria Ferroviaria, 10 (1955), n. 10, p. 763-772, ISSN 0020-0956 (WC · ACNP).
- Gennaro Trotta, Alcuni elementi statistici di attività ferroviaria italiana, in Ingegneria Ferroviaria, 16 (1961), n. 7-8, pp. 775-788, ISSN 0020-0956 (WC · ACNP).